# Маргіт Сандемо
Маргіт Ундердал, у шлюбі Сандемо (норв. Margit Sandemo; 23 квітня 1924 — 1 вересня 2018) — шведськомовна норвезька письменниця в жанрах історичної фентезі та любовної прози. Її книги перекладені і видаються російською, голландською, фінською, німецькою, угорською, ісландською, норвезькою, польською і шведською мовами.

## Біографія
Народилася на фермі в Вальдресе (Valdres) в Норвегії в 1924 році, другою з п'яти дітей. Батько, Андерс Ундердал (Anders Underdal, 1880-1973), був поетом і незаконним сином норвезького письменника, нобелівського лауреата 1903 року Б'єрнстьерне Б'єрнсона. Батько був суворим, погано ладнав із дітьми. Під час Другої світової війни відкрито підтримував нацистів. Мати Маргіт, Ельза Ротерщельд (Elsa Reuterskiöld, 1892–1967), походила з давнього шведського дворянського роду, але вратила титул після одруження. Вона була затятою соціал-демократкою і активно займалася політикою. Батьки розлучилися в 1930 році, оскільки мати не могла примиритися з життям на фермі. Вона разом з дітьми виїхала в Швецію.
Після переїзду до Швеції сім'я поневірялася по родичах, діти змінили багато шкіл. Маргіт вчилася добре, але ніколи не надавала навчанню серйозного значення. Вона закінчила дев'ять класів вечірньої школи, навчалась у художній школі і була слухачкою в Королівському драматичному театрі. У дитинстві Маргіт любила пригоди і часто йшла далеко від будинку одна. Чотири рази її гвалтували — у віці 8, 9, 10 і 12 років. Ці трагічні події привели до спроби самогубства в 17 років. Маргіт довго приховувала ці факти, але пізніше вони знайшли відображення в 38-му томі серії «Народ Льоду».
У 1945 році Маргіт познайомилася з норвежцем Асбьерном Сандемо (Asbjørn Sandemo, 1917-1999) під час сінокосу в Вальдресе. За професією він був водопровідником, а також ветераном війни. Вони одружилися 29 березня 1946 року в Странгнасе (Strängnäs). Всього Магріт вагітніла сім разів, вижили лише три дитини — Генрік (р. 24 грудня 1945), Туві (р. 1949) і Бйорн (р. 1950), четверо інших народилися мертвими чи були викиднями. Сім'я переїхала назад у Вальдрес 1964 року. Сандему мала сім онуків і п'ять правнуків.

## Творчість
Маргіт Сандемо пробувала себе в різних сферах мистецтва, оскільки вважала, що тільки мистецтво принесе їй задоволення. Вона займалася живописом, скульптурою, каменерізним ремеслом, різьбленням по дереву, співала, грала в театрі. Але тільки письменство принесло їй радість і почуття самореалізації. За її словами, вона почала писати книги як втечу від реальності. 
Дебютний роман «Три наречених» («De tre friarna») вона написала у 1964 році у віці 40 років. Кілька разів вона отримувала відмову в публікації, поки видавництво Ернста Мортенсена (Ernst G. Mortensen) в Осло не вирішило опублікувати роман в журналі, розбивши його на глави. З перших публікацій зображення надприродного віддалялися за наполяганням видавців, але в 1978 році вона відмовилася продовжувати писати на таких умовах.
В 1980 році до письменниці звернулося видавництво «Schibsted forlag» з пропозицією написати серію історичних романів. Спочатку вона відмовилася від ідеї і продовжила писати для журналу, але пізніше, в 1981 році, на очі їй трапилась середньовічна гравюра, на якій була зображена жінка, що виготовляє олію на маслоробні, а поруч з нею стояв диявол, який намагався її спокусити. Ця картина дала поштовх до створення найбільшого та найвідомішого твору Сандему, що приніс їй славу й визнання, — циклу книг «Сага про людей льоду». Спочатку письменниця задумала 8 книг. Перший роман саги — «Зачарована» («Spellbound») — вийшов у 1982 році в норвезькому видавництві «Bladkompaniet». Зараз сага налічує 47 книг, що описують життя роду «Люди льоду» з XVI століття до наших днів і розповідають про те, як вони борються з сімейним прокляттям. 
Зараз Маргіт Сандемо живе на півдні Швеції в Скілінге (Skillinge), на літо їде до Норвегії. В її книгах надприродні теми переплітаються з історичними фактами, що зробило її вельми популярною в скандинавських країнах і за їх межами. Світогляд книг Сандемо спирається на деякі концепції з християнської філософії, скандинавський фольклор та напрямок в мистецтві нью-ейдж. 
У своїх інтерв'ю Сандему заявляла, що володіє надприродними здібностями і має (як і інші люди, на її думку) духа-хранителя, який допомагає їй. Сандемо не вірить в Бога і критично ставиться до церкви. Ці погляди були відображені в її книгах і інтерв'ю, і викликали критику з боку теологів. При цьому вона припускала, що писати книги її спонукає Люцифер, якого вона розглядає як трагічного, а не негативного персонажа. У 1993 році релігієзнавці Ромархейм і Хольтер критично називали її «духовною наставницею Скандинавії», вважаючи, що вона пропагує окультний погляд на світ і заграє з «темними силами». Вони також називали світ її книг «всесвіту неспокою і страху» в противагу «всесвіту безпеки» християнського світогляду..

## Праці
- Sandemo-серія (1964-1981)
- Сага про людей льоду (цикл романів) (1982-1989)
- Інший (1991-1994)
- Легенда про царство світла (1995-1999)
- Чорні лицарі (2000-2003)
- Сирени (2004)
- Trollrunor (2005-2008)